# RentBen
A RentBen egy autómegosztó platform, amely segítségével magánszemélyek és céges autótulajdonosok bérbe adhatják járműveiket azon időszakokra, amikor azok kihasználatlanul állnának, ezáltal bevételre tehetnek szert. A RentBen Kft. 2022-ben indította el a szolgáltatását Magyarországon, a szolgáltatás igénybe vehető iOS és Android okostelefonon a RentBen alkalmazás ingyenes letöltésével, valamint a rentben.com weboldalon.

## Története
A Társaságot 2020-ban alapították Budapesten. A fejlesztési és tesztelési időszakot követően a platform 2022-ben vált elérhetővé a bérlők és bérbeadók számára. A konstrukció innovatív jellege miatt a piaci szereplőkkel meg kellett ismertetni az üzleti modellt és a platformot, amelynek 2024-re több tízezer havi látogatója lett. (Forrás)

## Koncepció
A RentBen célja, hogy észszerűbbé és gazdaságosabbá tegye a meglévő autók használatát. Egy átlagos személyautó élettartamának nagy részét parkolva tölti, sokkal jobban ki lehet használni a bérbeadással, ami a magas fenntartási költségek mellett jó bevételi forrás lehet. A RentBen lehetőséget kínál az autótulajdonosoknak, hogy plusz bevételre tegyenek szert az autóik megosztásával. (Forrás)
Az autók regisztrálása ingyenes, a tulajdonosok a regisztráció folyamán meghatározhatják a bérleti feltételeket, amelyek könnyen átláthatóak a bérlők számára. A bérbeadás idejére akár speciálisan a RentBennek kialakított UNIQA CASCO biztosítás is köthető az autókra. A bérleti díjak megfizetése jellemzően a foglaláskor történik online, ami a SimplePay rendszerében valósul meg. Az online bankkártyás fizetés mellett 2024-től elérhetővé válik a készpénzes fizetési mód is. (Forrás)
A bérlők számára kedvezőbb feltételeket tudnak biztosítani, mint a hagyományos autókölcsönzők. A bérlők a legtöbb esetben kauciómentesen, kilométer-korlátozás nélkül és az EU területén felár nélkül vehetik igénybe a szolgáltatást. (Forrás)

## Flotta
A RentBen autóflottáját az teszi egyedivé, hogy magánszemélyek és cégek autói egyaránt bérbe vehetők biztonságosan és egyszerűen. A koncepciónak köszönhetően nem csupán a tipikusan keresett bérautó kategóriák érhetők el, hanem 15 kategória számos modellje, 500 + gépjármű közül választhatnak a bérlők. Legyen szó családi utazásról, költözésről, csereautóról, alkalmi eseményről vagy épp esküvőről, a bérbeadók széles kínálata révén mindenki megtalálhatja a számára ideális autót. (Forrás)

## Minőség, Elérhetőség
A minőséget az biztosítja, hogy a felek egymást kölcsönösen értékelik a tranzakció után, így csak a megbízható felhasználók maradhatnak a rendszerben. A RentBen folyamatosan bővíti szolgáltatási területét, 2024-re már 43 hazai városban vannak elérhető bérautóik. (Forrás)

## Külső hivatkozások
- Hivatalos weboldal
- Hivatalos blog weboldal